# サザエさん効果
サザエさん効果（サザエさんこうか）とは、長谷川町子の漫画を原作とするアニメ『サザエさん』の視聴率が株価に影響するという経済学のこと。
大和総研が2005年に発表したリポート調査によれば、日曜日に放映されている、アニメ版『サザエさん』の視聴率にはある法則があると報告された。それには、『サザエさん』の視聴率が上がると株価（東証株価指数）が下がり、逆に『サザエさん』の視聴率が下がると東証株価指数が上がるという法則があるという。その相関係数（絶対値）は0.86という高い数値を示しており、ニューヨーク株式市場の株価指数と東証株価指数の相関係数0.56に比べても、有意に高い値と言える。
景気が良い時は日曜日夕方に外出する機会が増え、この時間帯に放映される『サザエさん』を見なくなるからという仮説がある。しかし、相関係数が高くても、因果関係がない場合には無意味（関連理由が後付けに過ぎない）という反論もある。
大和総研は2006年にはサザエさんに続き「DREAMS COME TRUEの人気と株価指数が比例する」というリポートも発表している。「他のタレントも分析したが、ドリカムは突出している」「身近で希望を持てるドリカムの歌詞が、景気上昇期の前向き心理と一致するのでは」と分析している。